# خوران (طالقان)
خوران هي قرية في مقاطعة طالقان، إيران. يقدر عدد سكانها بـ 69 نسمة بحسب إحصاء 2016.